# Bule lyońskie

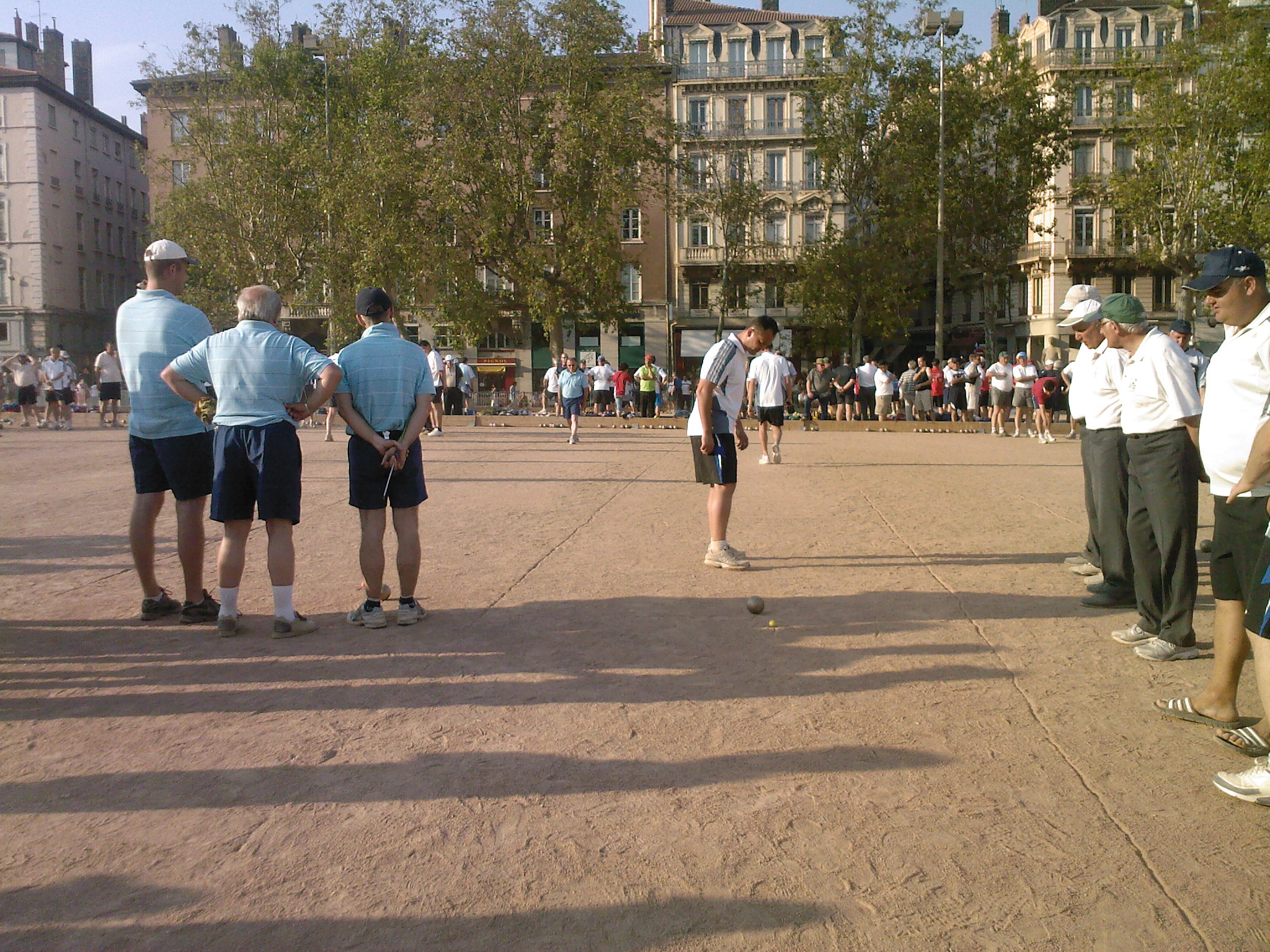
Rozgrywka w ramach Tournoi de la Pentecôte w Lyonie

Bule lyońskie (Boule Lyonnaise, Sport-boules, Le jeu Lyonnaise, Boule a la longue) – popularna francuska wariacja gry w bule i być może najstarsza dyscyplina sportu z udziałem bul we Francji.
We Włoszech, odpowiednikiem bul lyońskich jest gra Volo (pol.: lot), która także rozgrywana jest bulami z brązu.

## Historia
Aktualna wersja gry rozwinęła się w XVIII wieku w pobliżu Lyonu (jak sugeruje nazwa).
Również największy w historii turniej gry w bule lyońskie – Whit Lyon – został powołany w tym mieście. Organizowany był od roku 1894, zbiera corocznie 8000 zawodników skupionych w 1800 cztero- lub pięcioosobowych zespołach. Historycznie rozgrywany był w kilku kategoriach, w tym dla młodzieży, dla kobiet i dla wojskowych. Siedemset torów do gry rozlokowanych było w pięciu lokalizacjach w okolicy Lyonu, wiele w samym centrum miasta i na Place Bellecour. Współcześnie na Place Bellecourt rozgrywany jest też inny duży turniej – Tournoi de la Pentecôte.
W roku 1906, uformowała się Fédération Lyonnaise et Régionale, następnie Fédération Nationale des Boules w 1933, która przekształciła się w Fédération Française de Boules w 1942 by ostatecznie stać się Fédération Française de Sport Boules.

## Teren i sprzęt
Według oficjalnych zasad boisko musi mieć 27,5 m długości i od 2,5 m do 4 m szerokości, z czystym polem gry o wymiarach 12,5 m x& 7,5 m przy każdym końcu (jeden koniec jest strefą rzutu, a drugi znajduje się w miejscu, z którego zawodnicy rzucają kule).
Kiedy świnka jest rzucona, musi wylądować w odległości co najmniej 12,5 m od zawodnika.
Bule różnią się rozmiarem, wagą i nacięciami, zwykle po to by lepiej pasowały do dłoni gracza. Najczęściej są wykonywane z brązu, rzadziej ze stali (świnka jest drewniana) i mają zwykle 9 do 11 cm średnicy. Ważą mniej niż 1,3 kg, jednakże, muszą być odpowiednio wyważone. Każdy zawodnik ma 3 lub 4 bule przy singlach (grze pojedynczej), lub 3 bule na drużynę w grze zespołowej.

## Zasady
Podstawowe zasady są podobne do reguł obowiązujących w pétanque i innych grach z udziałem bul – celem gry jest umieszczenie kul jak najbliżej świnki.